# イギリス国鉄322形電車
イギリス国鉄322形電車(British Rail Class 322)は、1990年に4連5本が製造されたイギリス国鉄の近郊形電車。同じイギリス国鉄の321形、456形電車、150形気動車とともに、車体は全鋼製のイギリス国鉄マーク3客車をベースとして設計されている。

## 製造の経緯

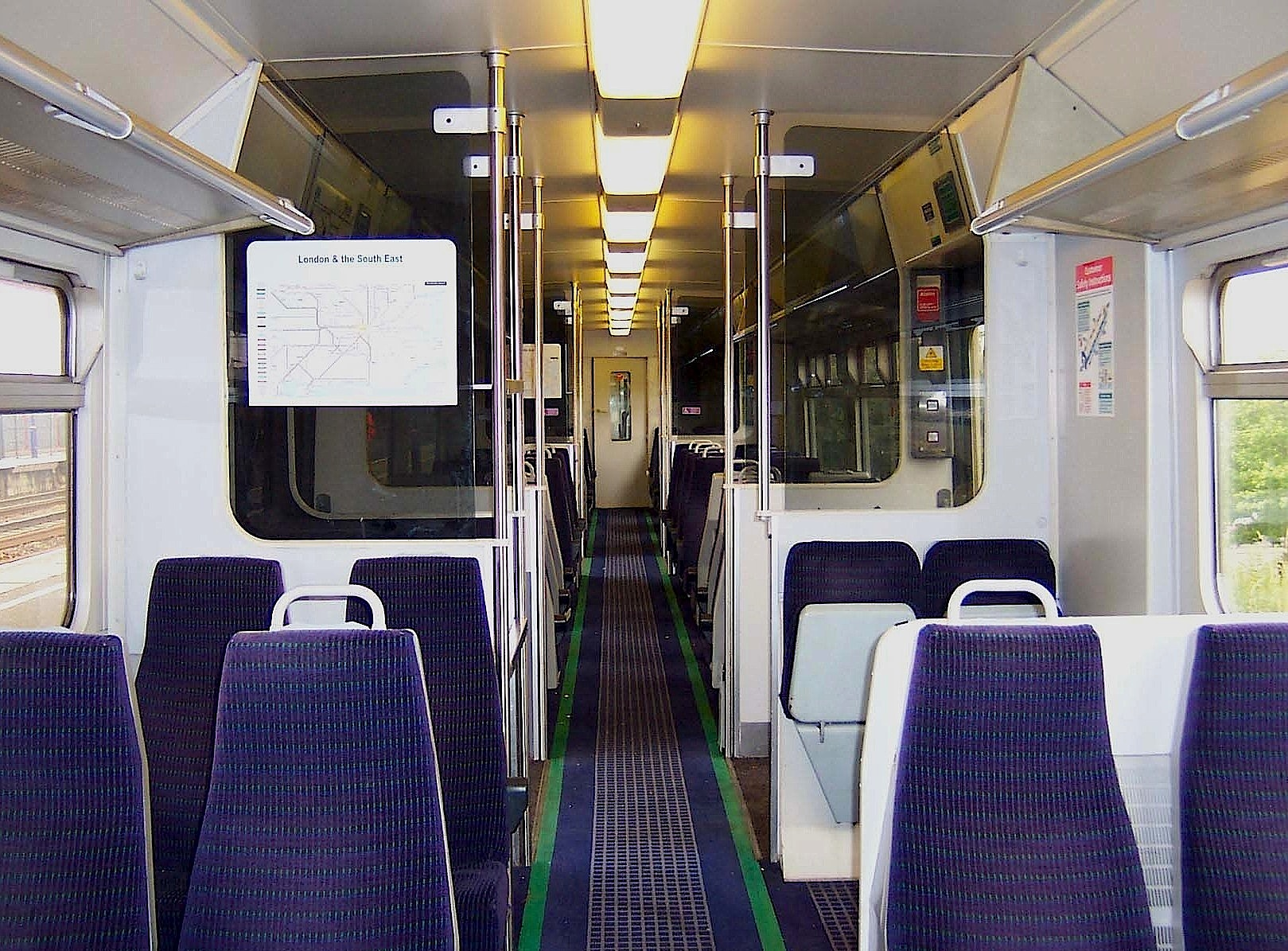
登場時の322形普通室車内

1980年代後半、イギリス国鉄では、ウェスト・アングリア本線ビショップス・ストートフォード～ケンブリッジの電化と合わせ、沿線にあるスタンステッド空港へ、途中のスタンステッド・マウントフィチェット駅からの支線を建設し、ロンドン・リヴァプールストリート駅から直通のシャトル列車を運行する計画を進めていた。
このシャトル列車は専用車輌で運行することとしたが、コスト削減の為、ウェスト・コースト本線や、グレート・イースタン本線向けに増備が進んでいた321形を空港輸送向けにマイナーチェンジした車輌を製造することとなった。このような背景で登場したのが322形である。
製造されたのは4連ユニット5編成。322形としての製造されたのはこの20両のみのため、番台区分は無い。
| 編成番号   | 製造年 | DTCO        | TSO         | MSO         | DTSO        |
| 322481-485 | 1990   | 78163-78167 | 72023-72027 | 63137-63141 | 77985-77989 |
| ---------- | ------ | ----------- | ----------- | ----------- | ----------- |

321形のマイナーチェンジ車であるので、車体は前述の321形とほぼ同じである。車内の約2/3が1等室となる先頭車(Driving trailer Composite Open(DTCO))に、全室普通車の付随車(Trailer Standard Open(TSO))、中間電動車(Motor Standard Open(MSO))、先頭車(Driving trailer Standard Open(DTSO))を各1両連結した4連ユニットを組み、TSOのMSO側の貫通路の両側にトイレが設置されている。最高速度はベースとなった321形と同じく100mph（約161km/h）に設定されている。
ネットワーク・サウスイースト（NSE）に属するルートであるが、通常のネットワーク・サウスイースト塗装では無く、白地の車体の窓下に緑の太帯・細帯を入れ、向かって左側になる先頭車側面に「Stansted Express」のロゴを、右側になる先頭車に「Network SouthEast」のロゴを入れた特別塗装とされた。
1991年5月より、ロンドン・リヴァプールストリートからの空港アクセス列車「スタンステッド・エクスプレス（Stansted Express）」として、6:00～23:00の間、30分間隔（いずれも平日）で運行を開始した。開業まで、宣伝をかねてウェスト・アングリア本線の運用に入っていた。

## 民営化後の状況（過去の使用事業者）

### ウェスト・アングリア・グレート・ノーザン

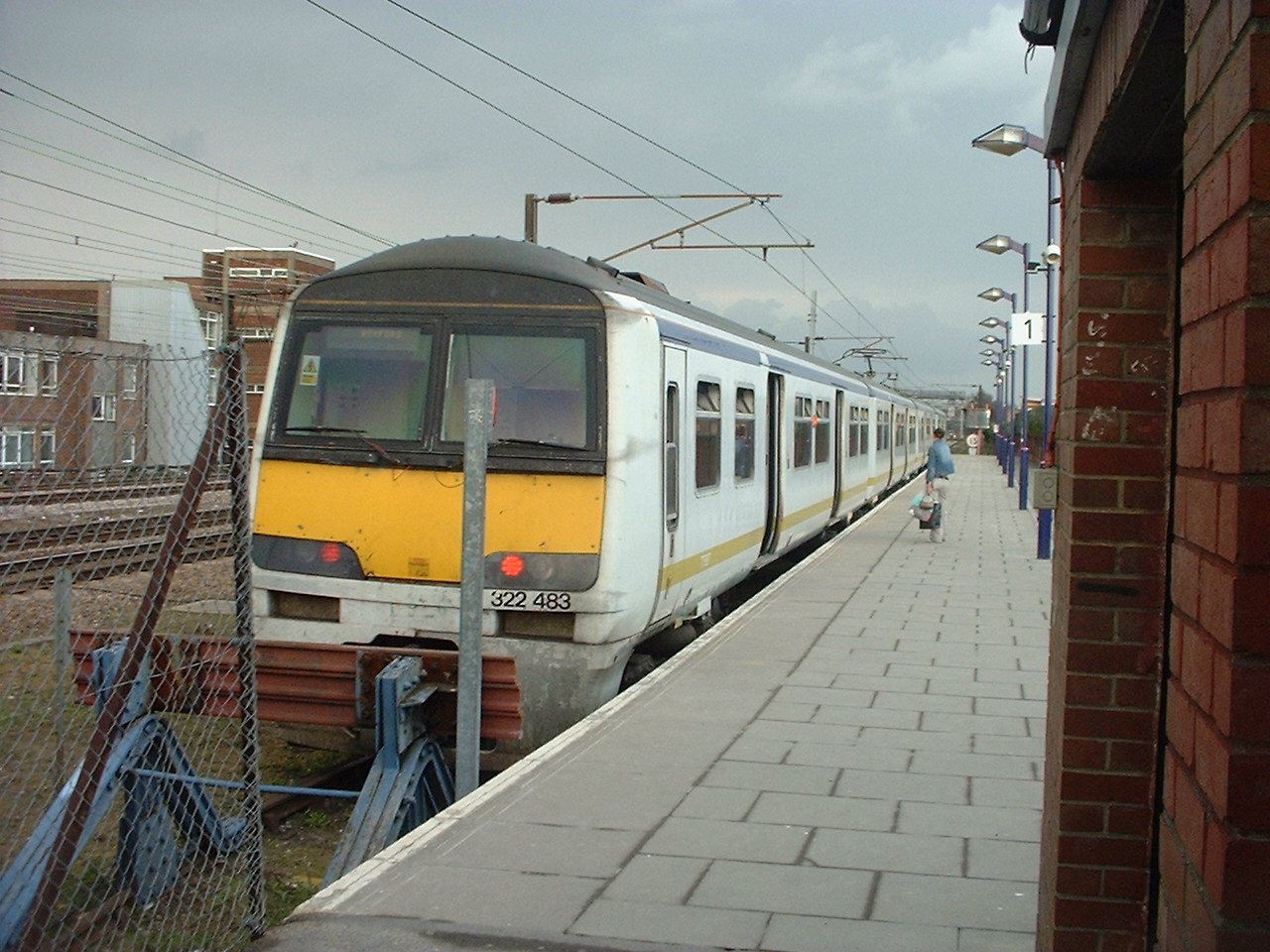
スコットレールのフランチャイズが代わったことにより、一時的にロンドン近郊へ返り咲いた322形（ロムフォード駅）

イギリス国鉄の分割民営化（1994年）以降も、引き続きスタンステッド空港のアクセス列車として使用されるため、スタンステッド・エクスプレスを運行するウェスト・アングリア・グレート・ノーザン（West Anglia Great Northern、WAGN）の所属となった。
1997年頃から、塗装が「スタンステッド・スカイトレイン」ブランドの塗装（白地の車体の裾に黄色の帯、屋根片部に緑の帯が入り、各車両向かって右側のドア脇に「Stanstead Skytrain」のロゴが入ったもの）に変更されているが、前後して、スタンステッド・エクスプレス専用ではなくなり、他車と共通運用されるようになった。共通運用されるようになってからは、ロンドン・キングズクロス～ピーターバラで使用されることも多くなった。
ウェスト・アングリア・グレート・ノーザン鉄道には321形の所属が無かったことから、322形は少数の異端な存在であり、予備的な存在となっていった。下記のように一時的にノース・ウエスタン・トレインズへ貸し出されている他、もともとの投入先であったスタンステッド・エクスプレスも2000年上半期までに317/7形に置き換えられてしまっている。
そこで、姉妹車の320形を保有していたスコットレールへ転属し、ノース・ベリック線で使用されていた305形電車を置き換えることになり、2001年、5編成を2回に分けてウェスト・コースト本線経由で自力回送された。
なお、2004年にスコットレールのフランチャイズがナショナル・エクスプレス・グループ（National Express Group）からファーストグループ（ファースト・スコットレール）に代わったことに伴い、サブリースされスコットランドへ戻るまでの間、一時的にロンドン近郊のグレーター・アングリア管内で使用されている。

### ノース・ウエスタン・トレインズ

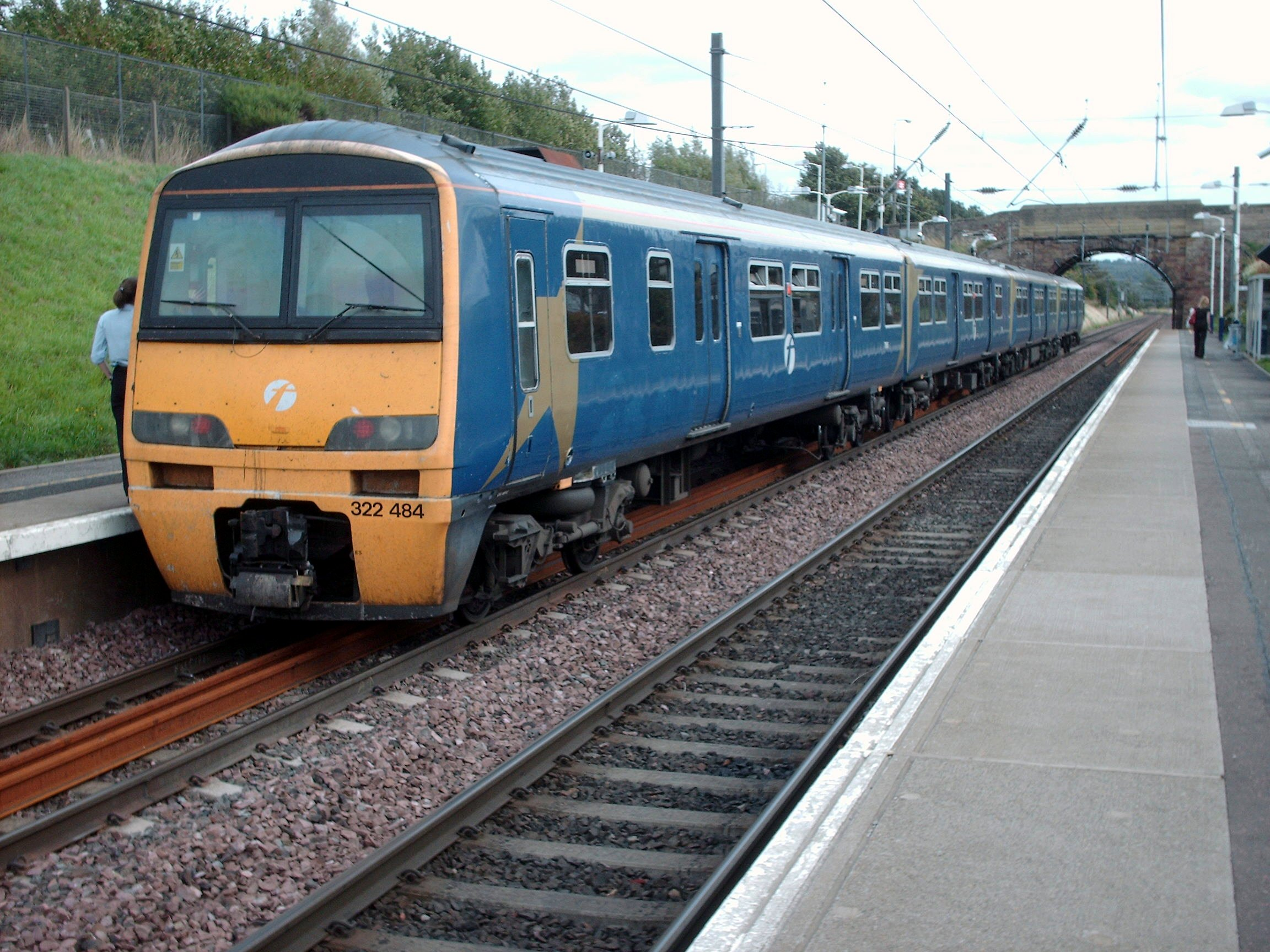
ノース・ウエスタン・トレインズ塗装のままスコットランドへ転属した322484（マッセルバラ駅）

1997年から、4編成がノース・ウエスタン・トレインズ（North Western Trains、NWT）に貸し出され、ロンドン・ユーストン～マンチェスター空港で使用された。貸出にあたり、322484・322485の2編成はノース・ウエスタン・トレインズ塗装（青色の車体に、North Westen Trainsのロゴと金色の★印があしらわれたもの）に変更されているが、残り2編成についてはウェスト・アングリア・グレート・ノーザン鉄道で使用する1編成と入替を行う場合があり、塗装変更されないままだった。
これは長続きせず、1999年には全てウェスト・アングリア・グレート・ノーザン鉄道に返却されている。その際、322485は元のStansted Skytrain塗装に戻されたが、322484はノース・ウエスタン・トレインズ塗装のまま返却された。

### スコットレール

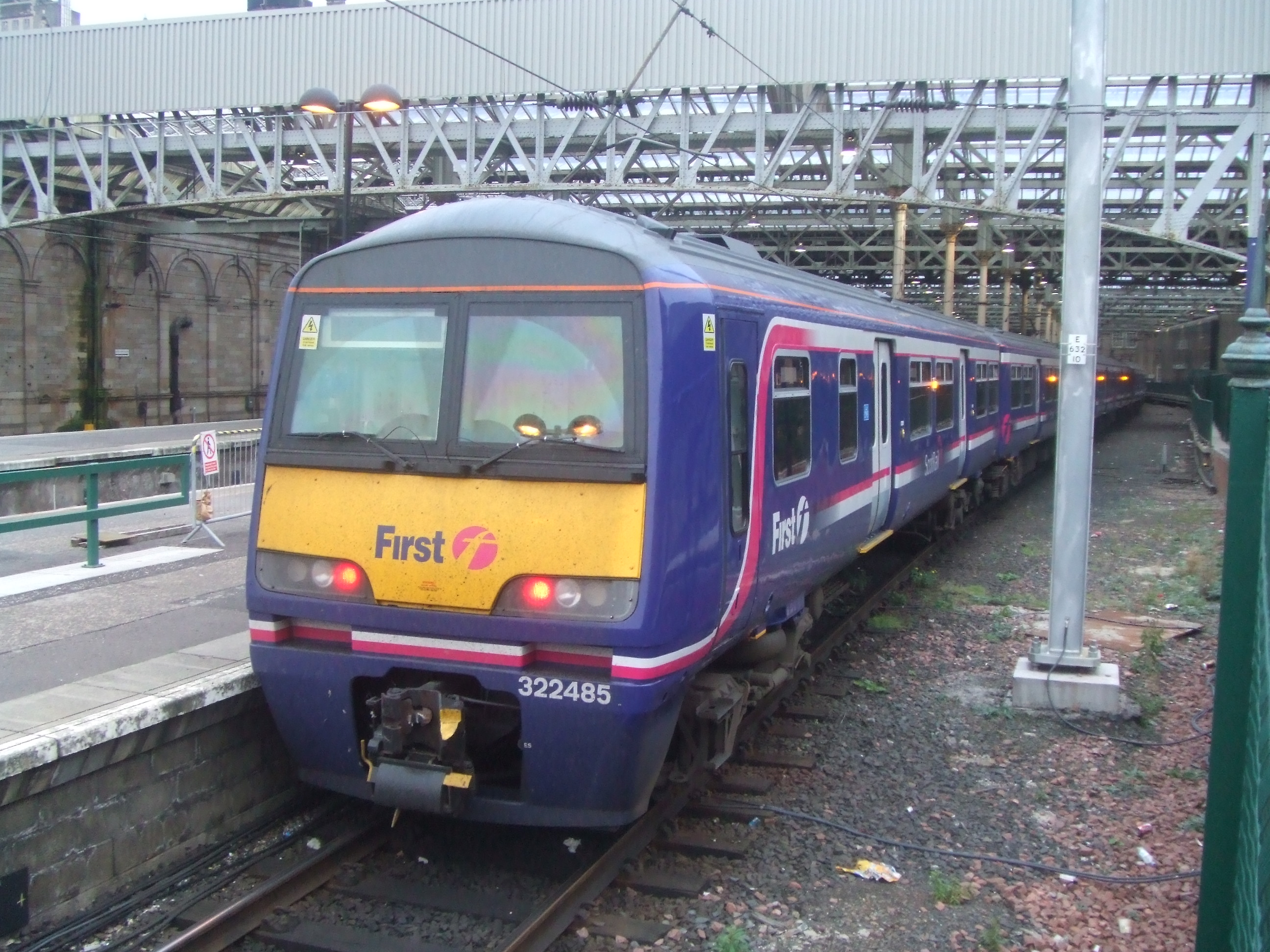
改装工事後の322形（エディンバラ・ウェーバリー駅）

スコットレールには上記のとおり、2001年にノース・ベリック線で使用されていた305形の老朽置換用として転属した。基本的に上記の区間で運行されたが、エディンバラのヘイマーケット基地には電車の検修設備が無く、グラスゴーのシールズ基地で検査を受ける必要があったため、朝夕ラッシュ時に1本ずつ、電化されているウェスト・コースト本線のカーステーアーズ経由でグラスゴー・セントラルまで運行されていた。
スコットランドでの活躍が長期になることは想定されていたものの、ナショナル・エクスプレス・グループのフランチャイズ期限が迫っていたため、投入当初の塗装変更はスタンステッド・エクスプレスのロゴをスコットレールのロゴに変更する程度で済まされている。
2004年、スコットレールのフランチャイズがナショナル・エクスプレス・グループからファーストグループへ移った。このため、ナショナル・エクスプレスのリース車輌だった322形は一旦スコットランドでの運用を終了したが、フランチャイズを獲得したファーストが322形のサブリースを交渉した結果、2005年中頃から再びノース・ベリック線で使用されることになった。この間、ノース・ベリック線は90形電気機関車＋マークⅢ客車＋運転室付き荷物車(Driving Van Trailer(DVT))のプッシュプル編成で運行されている。
スコットランドへの再転属に前後して、2007年2月までに全編成に対してキルマーノックのHunslet-Barclay Ltdで車内外の改装工事が行われ、外部塗装がファースト・スコットレール塗装（紺地に白とピンクのラインと「ファースト・スコットレイル」のロゴ入り）に変更された他、車内情報案内装置の取り付け、一部座席の撤去と自転車置き場の設置、1等室の2等室への改装（DTCO→DTSO)などが行われている。また、併せて322481については「North Berwick Flyer 1850-2000」のネーミングがなされた。
2010年、ノース・ベリック線を含めたスコットランドの電化区間へは380形「Desiro」が投入され、322形は2011年7月より順次ノーザン・レイルへ転属することとなった。2011年8月2日のノース・バベリック7:56発エディンバラ行きをもって、ノース・ベリック線での運用を終了した。

## 現在の状況
前述のとおり、5編成全てがノーザン・レールに転属している。

### ノーザン・レール

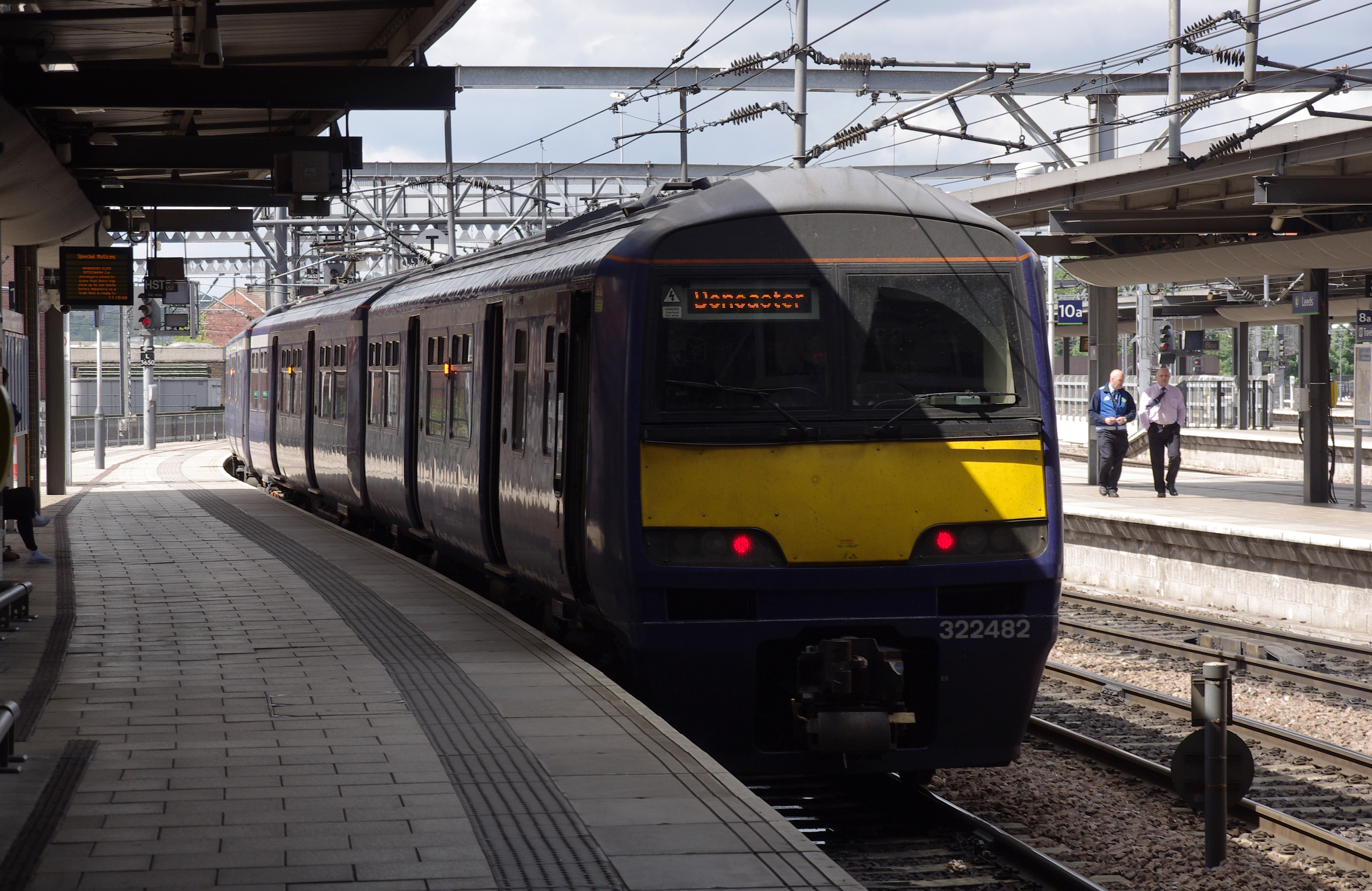
ノーザン・レールへ転属した322形（リーズ）

ノーザン・レール（Northern Rail）には、1991年よりウェークフィールド線のドンカスター～リーズを中心に使用されている姉妹車の321/9形があり、322形はこれと同じくリーズのネヴィル・ヒル基地に所属し、321/9形と同じくドンカスター～リーズを中心に使用されている。
転属にあたり、外装については窓下の白帯・ピンク帯とファースト・スコットレールのロゴ撤去（窓上の白帯はそのまま）、車内については自転車置き場の撤去と座席の復元が行われている。